# Madonna della seggiola
Madonna della seggiola (również: Madonna della Sedia, Madonna z Dzieciątkiem i małym Janem Chrzcicielem, Madonna na krześle) – obraz włoskiego malarza i architekta Rafaela Santiego, namalowany w 1514 roku.
Obraz przedstawia Madonnę z dzieckiem i z małym Janem Chrzcicielem. Matka Boża została przedstawiona we współczesnym malarzowi, kobiecym stroju rzymskim, siedząca na bogato ozdobionym krześle, z uniesionymi kolanami i czule obejmująca dziecko. Jej wyraziste spojrzenie, jak również i dzieciątka, skierowane jest w stronę widza. W centrum dominują barwy ciepłe. Kolory czerwone i żółte przeplatają się ze sobą wzajemnie. Barwy chłodne znalazły się na skraju obrazu. Święty Jan spogląda na Matkę Bożą, ma złożone ręce do modlitwy.
Kompozycja opiera się na krześle, znajdującym się na pierwszym planie. Mebel dominuje w obrazie, został przedstawiony z największą dbałością o detale. Modelunek postaci i łączący je układ spiralny przypomina twórczość Michała Anioła, który w podobny sposób ukazywał postacie w swoich dziełach.
Madonna della seggiola została namalowana w Rzymie, prawdopodobnie tuż po ukończeniu prac w Stanza di Eliodoro. Według legendy Maria ma rysy twarzy młodej wieśniaczki o kasztanowych włosach, mieszkającej w Apeninach. Dziewczyna miała uratować pustelnika, który napadnięty przez wilki schronił się w jednym z dębów. Po udzieleniu pomocy pustelnik pobłogosławił dziewczynę i przepowiedział, że pewnego dnia ona i dąb zostaną unieśmiertelnieni. Dziewczyna wyszła za mąż i urodziła dwoje dzieci. Drzewo ścięto, by pozyskać z niego drewno do beczek i baryłek. Po jakimś czasie rodzinę dostrzegł Rafael. Zafascynowany pięknem matki z dziećmi zapragnął ich sportretować, ale nie mając pod ręką płótna ani deski narysował wstępny portret na denku beczki od ojca dziewczyny, który był z zawodu winiarzem. Za sprawą kształtu denka obraz namalowano jako tondo.
Obraz od co najmniej 1589 roku znajdował się w zbiorach Medyceuszy, następnie trafił do zbiorów Palazzo Pitti. W 1799 roku obraz trafił do Paryża za sprawą wojsk Napoleona Bonapartego, stamtąd wrócił do Florencji w 1815 roku.
Legenda o pierwszym szkicu Madonny została uwieczniona przez Johanna Michaela Wittmera na obrazie Pierwszy szkic Madonny della Sedia z 1853 roku.